# David Chisum
David Chisum (ur. 5 lutego 1971 w Livonia) – amerykański aktor telewizyjny i filmowy. Najbardziej znany z serialu Tylko jedno życie, w którym od 9 lutego 2007 do 22 kwietnia 2008 grał Milesa Laurence’a. 

## Życiorys
Urodził się w Livonia w Michigan jako syn Lindy i Raya Chisumów. Wychowywał się z siostrą Carol. W wieku 13 lat wraz z kolegami kręcił filmy kamerą wideo. W liceum grał w piłkę nożną, koszykówkę i baseball. Brał lekcje dramatu i aktorstwa w liceum i na studiach. Uczęszczał do Fullerton College w Fullerton w Kalifornii. W 1992 ukończył studia na wydziale dziennikarstwa transmisyjnego na stypendium piłkarskim na Uniwersytecie Stanu Nowy Meksyk w Las Cruces w stanie Nowy Meksyk. 
Zaangażował się w Fundację Walcząc ze Ślepotą z powodów osobistych: zarówno jego ojciec, jak i siostra cierpią na zwyrodnienie plamki żółtej siatkówki.
Ożenił się z Aishah Naderą Bailer. Mają dwoje dzieci - córkę Zoie i syna Aidena.

## Filmografia

### Filmy
- 1998: 12 Bucks jako Cheesy
- 2001: My Life as a Troll
- 2003: A Carol Christmas (TV) jako Frank
- 2003: Home (film krótkometrażowy) jako Matty Oaks
- 2004: Anioł w rodzinie (Angel in the Family, TV) jako David
- 2007: Dark Mirror jako Jim Martin
- 2007: Flight of the Living Dead: Outbreak on a Plane jako Thurman Burrows
- 2008: The Clique jako David Block
- 2008: Wiadomości bez cenzury (The Onion Movie) jako Penis Pal Glen
- 2013: Igrzyska śmierci: W pierścieniu ognia

### Seriale TV
- 1995: Ned i Stacey (Ned & Stacey) jako Ted
- 1996: Okrutne ulice (EZ Streets) jako bliski służący
- 1997: Strefa zagrożenia (The Burning Zone) jako Mac
- 1997: Sliders jako paramedyk
- 1997: USA High jako Wallace
- 1996−2003: JAG – Wojskowe Biuro Śledcze (JAG) jako oficer Dott
- 1999: Sunset Beach jako Bret
- 1999: Melrose Place jako Jim Rogers
- 1999: Trzecia planeta od Słońca (3rd Rock from the Sun) jako Chip Caswell
- 1999: Port Charles jako Trent
- 2000: Jak pan może, panie doktorze? (Becker) jako dobrze wyglądający mężczyzna
- 2000: Czarodziejki (Charmed) jako Micah
- 2001: S Club 7 w Hollywood (S Club 7 in Hollywood) jako Jeffrey Swinger
- 2003: Obława (Dragnet) jako Ted Willis
- 2003: Gliniarze bez odznak (Fastlane) jako Porter
- 2003: Kancelaria adwokacka (The Practice) jako Jack Pope
- 2003: Obława jako Ted Willis
- 2004: Bez pardonu (The District) jako Office Loman
- 2004: Las Vegas (Las Vegas) jako Craig Katz
- 2004: 24 godziny (24) jako reporter
- 2005: The Bad Girl's Guide jako Nick
- 2005: Dowody zbrodni (Cold Case) jako Dennis Hargrove
- 2007–2008: Tylko jedno życie (One Life to Live) jako Miles Laurence
- 2009: Gotowe na wszystko (Desperate housewives) jako Lance (sezon 6 odcinek5; gościnnie)
- 2009: 90210 jako Greg
- 2010: CSI: Kryminalne zagadki Nowego Jorku (CSI: NY) jako major Kaplan
- 2010: Zbrodnie Palm Glade jako Richard Slayton
- 2011: Zabójcze umysły jako Don Chamberlain
- 2012: Castle jako Thomas Gage
- 2012: iCarly jako pułkownik Steven Shay
- 2012: Agenci NCIS: Los Angeles jako Andrew Ryan
- 2012: American Horror Story: Asylum jako Jim Brown
- 2016: Nie z tego świata jako Jefferson Rooney / Lucyfer
- 2017–2018: Supergirl jako Ronald Collins
- 2018: S.W.A.T. – jednostka specjalna jako Tucker